# Veenendaal

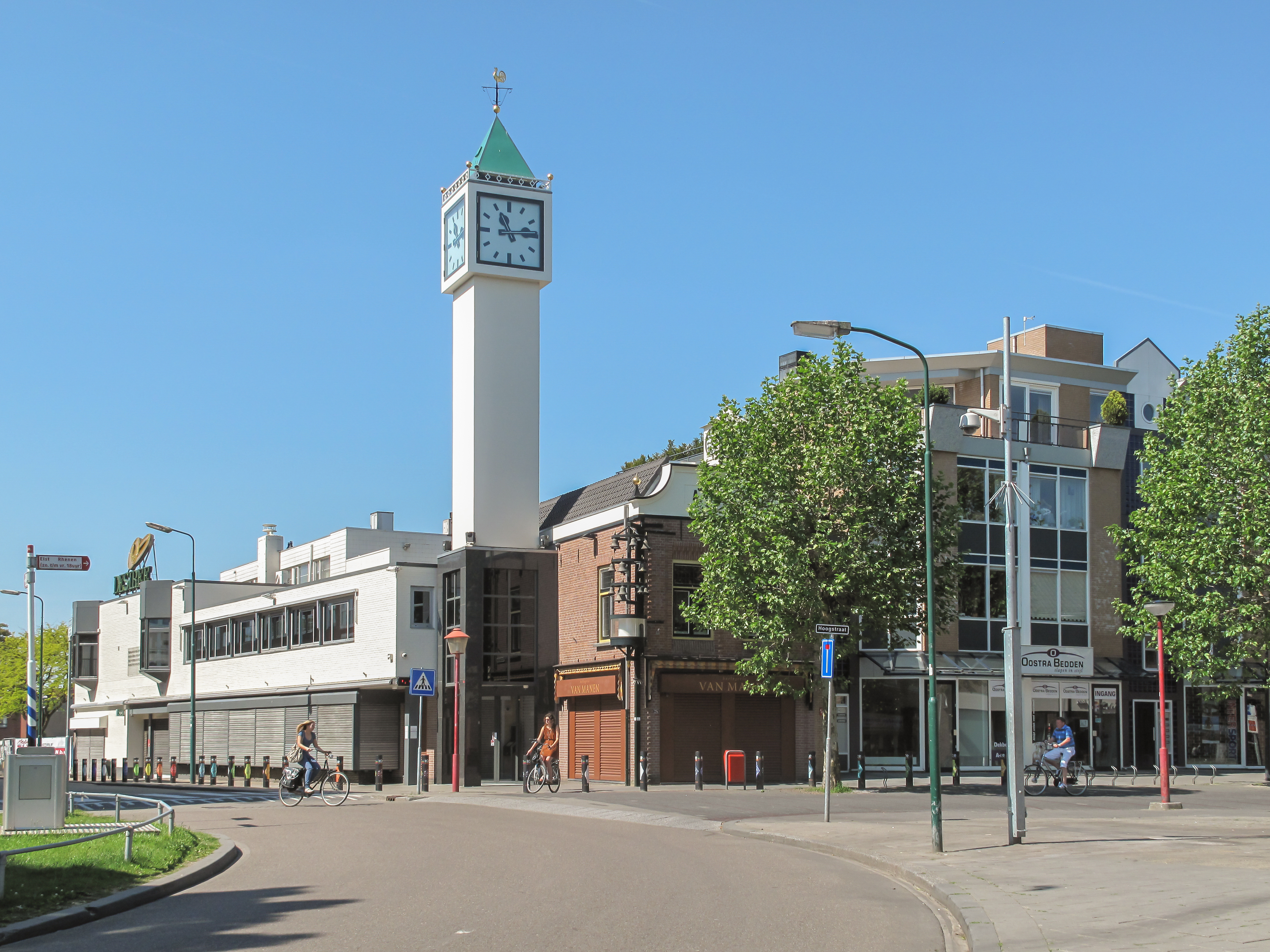
Veenendaal, moderner Turm in der Straße (2012)

Veenendaal (anhörenⓘ) ist ein Ort und eine Gemeinde in der niederländischen Provinz Utrecht.

## Lage und Wirtschaft
Veenendaal liegt zwischen Amersfoort und dem einige Kilometer östlich gelegenen Ede, an der Autobahn A12 (Utrecht–Arnheim). Es verfügt über zwei Bahnhöfe an der Eisenbahnlinie Utrecht–Rhenen. Die Gewerbegebiete im Norden des Ortes liegen nahe dem Bahnhof Veenendaal-De Klomp an der Bahnstrecke Amsterdam–Arnheim. Dieser wurde mit dem Jahresfahrplan 2008 deutlich aufgewertet, seitdem halten dort halbstündlich Intercity-Züge.
Am Westrand des Ortes liegt das Waldgebiet Utrechtse Heuvelrug, das für Wanderungen geeignet ist und viele Touristen anzieht.
Zum Ausgleich der verschwundenen Arbeitsplätze in der Woll- und Zigarrenindustrie ließen sich vor allem Unternehmen im IT-Bereich sowie Werbeagenturen und Großhandelsunternehmen mit Hilfe staatlicher Subventionen ansiedeln.
Arbeit bieten zudem die zahlreichen Pflegeanstalten und Schulen des Ortes. Veenendaal ist ein Kultur- und Einkaufszentrum für die ganze Region.

## Geschichte
Veenendaal entstand im 16. Jahrhundert als ein Torfstecherdorf im Moorgebiet im Süden der „Geldersche Vallei“, auf der Grenze zwischen dem Bistum Utrecht und dem Herzogtum Geldern.
Entlang des Torfkanals Grift und dessen Seitenkanäle wurden die ersten Häuschen gebaut. Im 18. Jahrhundert blühte die Hausweberei und der Tabakanbau.
Veenendaal war von etwa 1870 bis 1970 ein wichtiger Industrieort. Es wurden zum einen Textilien herstellt, vor allem Wolle – Scheepjeswol (Schiffchenwolle) zum Selbststricken und zum Sockenstopfen und 3 Suisses waren bekannte Marken aus Veenendaal – und zum anderen Zigarren. Beide Branchen unterlagen der ausländischen Konkurrenz. Die letzte Zigarrenfabrik, Ritmeester, schloss im Januar 2005 ihre Tore.

## Sehenswürdigkeiten und Events
- Die Kirche am Marktplatz wurde 1568 erbaut.
- Das Theater  „De Lampegiet“ ist von überregionaler Bedeutung.
- Südlich des Ortes kann man schöne Spaziergänge im Wald machen.
- Jährlich findet ein internationales Straßenradrennen unter dem Namen Veenendaal-Veenendaal statt.

## Söhne und Töchter des Ortes
- Bram van Ojik (* 1954), Politiker
- DJ Jean (Jan Engelaar, * 1968), DJ
- Yuri Landman (* 1973), Musikinstrumentenbauer. Musikologe, Gitarrist, Sänger und Comiczeichner
- Bas Oskam (Noisecontrollers, * 1980), Hardstyle DJ & Produzent
- Joram Metekohy (Wildstylez, * 1983), Hardstyle DJ & Produzent
- Willem Rebergen (Headhunterz, * 1985), Hardstyle DJ & Produzent
- Esther Akihary (* 1987), Sprinterin
- Roy Terschegget (* 1987), Fußballspieler
- Martijn Budding (* 1995), Radrennfahrer
- Anouar El Azzouzi (* 2001), niederländisch-marokkanischer Fußballspieler

## Städtepartnerschaften
- Olmütz, Tschechien